# Prince Alfred Bay
Prince Alfred Bay är en vik i Kanada.   Den ligger i territoriet Nunavut, i den norra delen av landet, 3 500 km norr om huvudstaden Ottawa.